# Вакольда
«Вакольда» (ісп. Wakolda) — аргентинський фільм режисера Лусії Пуенсо, що вийшов на екрани в 2013 році. Сценарій заснований на однойменному романі Пуенсо «Вакольда» (2011), який оповідає про нациста Йозефа Менгеле, який проводив нелюдські експерименти над людьми в Освенцімі, а згодом переховувався в Південній Америці.
Фільм був показаний на Канському кінофестивалі 2013 року в рамках програми «Особливий погляд» і був обраний в якості аргентинської заявки на премію «Оскар» за кращий фільм іноземною мовою, але не був номінований.
В Іспанії і США фільм виходив під назвою «Німецький лікар».

## Сюжет
Події фільму відбувається в 1960 році під час вигнання Менгеле в Південній Америці. Під новим ім'ям він переїжджає в готель в Патагонії, яким управляють розмовляє німецькою Ева і її чоловік Енсо. Після того як Менгеле домігся розташування сім'ї у нього знову виникає інтерес до генетичних експериментів.

## У ролях
- Алекс Брендемюль — Йозеф Менгеле
- Флоренсія Бадо — Ліліт
- Дієго Перетті — Енсо
- Наталія Орейро — Ева
- Елена Рохер — Нора Эльдок
- Гільєрмо Пфенінг — Клаус

## Відгуки
У цілому фільм отримав позитивні відгуки. На сайті Rotten Tomatoes «Вакольда» має рейтинг 66 % на основі 32 рецензій. На сайті Metacritic фільм має оцінку 62/100.

## Нагороди та номінації
- 2013 — участь у програмі «Особливий погляд» Каннського кінофестивалю.
- 2013 — номінація на приз глядацьких симпатій на Чиказькому кінофестивалі.
- 2013 — приз за кращу режисуру на Гаванському кінофестивалі.
- 2013 — 10 премій Аргентинської кіноакадемії: кращий фільм (Лусія Пуэнсо), режисер (Лусія Пуэнсо), актор (Алекс Брендемюль), актор другого плану (Гільєрмо Пфенінги), актриса другого плану (Елена Рохер), актриса-дебютантка (Флоренсия Бадо), монтаж (Удо Прімеро), робота художника (Марсело Чавес), дизайн костюмів (Беатріс де Бенедетто), грим (Альберто Мочча). Крім того, стрічка отримала 6 номінацій.
- 2014 — номінація на премію «Гойя» за кращий латиноамериканський фільм.
- 2014 — номінація на премію «Аріель» за кращий латиноамериканський фільм.
- 2014 — 4 премії Асоціації кінокритиків Аргентини: найкращий фільм, режисер (Лусія Пуенсо), акторка (Наталія Орейро), актор другого плану (Гільєрмо Пфенінг). Крім того, стрічка отримала 5 номінацій.